# Distrito de Ambo
El Distrito de Ambo es uno de los 8 distritos de la provincia de Ambo, ubicada en el Departamento de Huánuco, bajo la administración del Gobierno Regional de Huánuco. 
Desde el punto de vista jerárquico de la Iglesia católica forma parte de la diócesis de Huánuco, sufragánea de la arquidiócesis de Huancayo.

## Historia
Fue creado como integrante de la provincia de Ambo, mediante Ley N.º 1598 del 21 de octubre de 1912, en el gobierno del Presidente Guillermo Billinghurst Angulo.

## Geografía
El distrito de Ambo abarca una superficie de 288,8 km².

## Capital
Su capital es la ciudad de Ambo, que se ubica a 2064 m s. n. m.

## Autoridades

### Municipales
- 2019 - 2022[3]
  - Alcalde: David Antonio Herrera Yumpe, de Avanza País - Partido de Integración Social.
  - Regidores:

  1. Raúl Manuel Ramírez Carrillo (Avanza País - Partido de Integración Social)
  2. Mayra Mercedes Colqui Tello (Avanza País - Partido de Integración Social)
  3. Rafael Pedro Del Valle Tarazona (Avanza País - Partido de Integración Social)
  4. Wilson Almerco Berrospi (Avanza País - Partido de Integración Social)
  5. Félix Fernández Malpartida (Avanza País - Partido de Integración Social)
  6. Sayuri Pilar Zúñiga Cóndor (Avanza País - Partido de Integración Social)
  7. Mirko Antonio Leiva Huallpa (Movimiento Político Cambiemos x Huánuco)
  8. Edgard Antonio Ponce Facundo (Podemos por el Progreso del Perú)
  9. Ramón Palacios Trujillo (Acción Popular)

### Policiales
- Comisario: Mayor PNP .

## Festividades[4]
- Julio: Virgen del Carmen
- Agosto: Santa Rosa de Lima
- Octubre:(señor de los milagros)

## Galería
- Wikimedia Commons alberga una categoría multimedia sobre Distrito de Ambo.